# Hans Ralfs

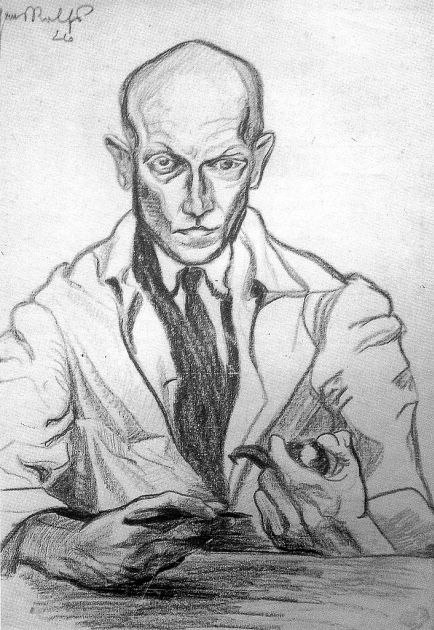
Selbstporträt (1926)

Hans Christian Ralfs (* 28. August 1883 in Preetz (Holstein); † 21. April 1945 in der Heil- und Pflegeanstalt Obrawalde) war ein deutscher expressionistischer Maler und Graphiker.

## Leben
Hans Ralfs – Sohn eines Postbeamten – begann nach dem Besuch eines Kieler Gymnasiums im Jahr 1902 das Kunststudium an der Großherzoglich-Sächsischen Kunstschule in Weimar. Das Studium dauerte bis 1907. Seine Lehrer waren Hans Olde, Ludwig von Hofmann und Theodor Hagen. 1903 lernte Ralfs in Weimar im Kreis der Kunstfreunde um Harry Graf Kessler den in Deutschland weilenden Edvard Munch kennen; und er machte die Bekanntschaft mit Max Beckmann und Marcus Behmer. 1913 war Hans Ralfs als Charakterdarsteller in der Schauspielertruppe Ilmenau tätig.
Im Ersten Weltkrieg war Ralfs von 1914 bis 1918 Soldat. Nach seiner Rückkehr konnte er 1918 in der Kunsthalle zu Kiel ausstellen. In dieser Ausstellung mit dem von Dante entlehnten Titel Der Triumph des Todes zeigte Ralfs seine Aquarelle, welche unter dem Eindruck des Krieges entstanden waren. 1919 setzte er seine künstlerische Arbeit fort. Durch weitere Ausstellungen von Ölgemälden und Graphiken in Kiel und im Kunstsalon Bock, Hamburg, wurde Ralfs rasch bekannt. Er behielt jedoch eine kritische Distanz zum Kieler Expressionisten-Kreis um Friedrich Peter Drömmer, Heinrich Ehmsen, Otto Lange und Karl Peter Röhl. Seine kritischen Betrachtungen zum Expressionismus veröffentlichte Ralfs in der Schleswig-Holsteinischen Volkszeitung, deren freier Feuilleton-Mitarbeiter er von März 1919 bis Dezember 1921 war.
1919 gründete Ralfs in Kiel eine eigene Malschule. Sein Schüler und lebenslanger Freund war Friedrich Karl Gotsch. Im Sommer 1919 begegneten sich Hans Ralfs und Edvard Munch in Norwegen. Aus der Begegnung mit Munchs neueren Bildern ergab sich für Ralfs ein stilistischer Wandel, dem sich eine äußerst produktive Schaffensperiode anschloss. Die Schleswig-Holsteinische Volkszeitung hob anlässlich einer weiteren Ausstellung in der Kunsthalle (1919) nach den düsteren Kriegsbildern seine stark bunten Kontraste und den flächigen Farbauftrag hervor, mit welchen er malerisches Neuland betreten habe. Der Verbleib der achtzehn in Norwegen entstandenen Gemälde ist unbekannt, wie überhaupt der Großteil seines Werkes verschollen ist oder aber sich in nicht bekannten Privatsammlungen befindet.
1924 begann zwischen Hans Ralfs und Ernst Barlach eine Freundschaft, die bis zu Barlachs Tod im Jahre 1938 dauerte. Beide Künstler tauschten Holzschnittzyklen aus. Die Kunsthalle zu Kiel erwarb eine Reihe von Holzschnitten für ihre graphische Sammlung, darunter den nach Joseph Haydns Die Schöpfung gestalteten Bildzyklus.
Das Nachwirken der Erlebnisse aus dem Ersten Weltkrieg, Zerwürfnisse mit seiner Familie und die mitmenschliche Verständnislosigkeit gegenüber einer Künstlerexistenz führten bei Ralfs zur inneren Zerrüttung. Sie bedingte 1922/23 einen ersten stationären Aufenthalt in der neurologischen Abteilung der Kieler Universitätsklinik. 1924 endete die Verlobung mit Dorothea Ehrich aus Neumünster. In den Jahren seines unsteten Lebenswandels – unterbrochen durch Klinikaufenthalte – sicherte Hans Ralfs seinen Lebensunterhalt durch handwerkliche und journalistische Tätigkeiten sowie durch Vorträge. 1924 betätigte er sich als Anstreicher in Hamburg und als kirchlicher Inkasso-Bote in Kiel.

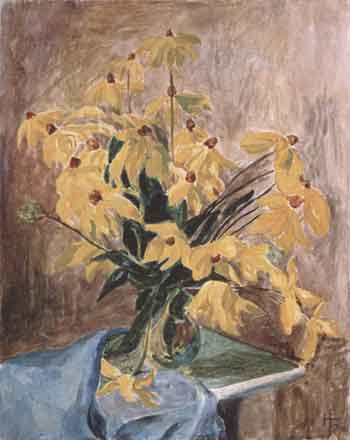
Rudbeckien (1936)

1935 erfolgte aufgrund nationalsozialistischer Rechtsverordnungen Ralfs’ Zwangseinweisung wegen „Eigentümlichkeiten seines Charakters“ in die damalige Neustädter Provinzial Heil- und Pflegeanstalt. Der intellektuell völlig klare Künstler schuf dort weitere Bilder, sofern die Zwangsarbeiten, wie Körbeflechten, Gärtnereiverrichtungen, dies ermöglichten. Hier entstand u. a. die Bildfolge Irrenhaus II, in welcher er ein bereits 1923 gestaltetes Thema wieder aufnahm. In der Anstalt machte er die Bekanntschaft mit Friedrich Schröder Sonnenstern. Bei Freigängen in Neustadt besorgte sich Ralfs das nötige Malmaterial bei einem Glasermeister. Finanzielle Unterstützung erhielt Ralfs von Friedrich Karl Gotsch, Ernst Barlach und dem Kieler Kaufmann Heinrich Wieben.
Als die Heilanstalt wegen der hohen Zahl an Kriegsopfern zu einem Lazarett umgewidmet wurde, begann 1942 eine schubweise Evakuierung. Gemeinsam mit anderen Patienten wurde Hans Christian Ralfs am 1. Juni 1942 in die Anstalt Obrawalde (Meseritz) verbracht, in der Euthanasie betrieben wurde: Das medizinische Personal tötete Patienten mittels Giftspritzen, die bevorzugte Tötungsart im Mordhaus Obrawalde, so Ralfs in seinem Bericht für die Rote Armee. Sie hatte die Patienten Ende Januar 1945 befreit. Hans Ralfs überlebte, typhuskrank und unterernährt, nur noch wenige Monate. Die Zahl der gesamten Opfer in Obrawalde wird von der Forschung fünfstellig beziffert.
Die wenigen nachgelassenen Habseligkeiten des Künstlers, darunter ein Lyrik-Manuskript, wurden seinem Freund Gotsch in St. Peter-Ording überstellt.
Die zahlreichen in der Neustädter Anstalt entstandenen Bilder sind nach der Überstellung nach Obrawalde, sofern Ralfs sie nicht an externe Freunde vorher verschenkt hatte, im Besitz des damaligen Personals verblieben. Ein Teil ist vom Sohn eines der behandelnden Ärzte unter dem Titel Hans Ralfs. Neustädter Bilder im Jahre 1999 veröffentlicht worden. Die wenigen noch vorhandenen oder bekannten Bilder können ausreichen, den Künstler Hans Ralfs als ebenbürtig an die Seite der großen Vertreter der ersten Expressionistengeneration zu stellen.

## Ausstellungen
- 1918: Kunsthalle zu Kiel, Der Triumph des Todes, Aquarelle
- 1919: Kunsthalle zu Kiel, Graphik im Schautisch
- 1919: Kunsthalle zu Kiel, Ölbilder
- 1920: Kunsthalle zu Kiel, Graphiken
- 1924: Galerie Erfurth in Dresden, Gruppenausstellung der Expressionisten
- 1932: Meyersche Hofbuchhandlung Detmold, Holzschnitte und Aquarelle
- 1947: Vereinigung Niederdeutsches Hamburg, Hamburg: Hans Ralfs - Graphik (Gedächtnisausstellung)
- 1988: Kunsthalle zu Kiel, Fremde sind wir auf der Erde alle. Graphik des Expressionismus – Literarische Korrespondenzen, (Gruppenausstellung)
- 1992: Stadtgalerie Kiel, Kunstwende – der Kieler Impuls des Expressionismus 1915–1922, (Gruppenausstellung)
- 1998: Nordfriesisches Museum Husum und Landesbibliothek im Kieler Schloss, Hans Ralfs – ein Künstlerschicksal in Schleswig-Holstein, (Einzelausstellung)
- 2003: Hans-Ralfs-Haus für Kunst und Kultur, Neustadt/Holst.,Hans Ralfs - Land + Meer (Leihgaben aus dem NordseeMuseum Husum)
- 2003: Neustadt (Holstein), Hans Ralfs – Evangelium Johannis. Neustädter Holzschnitte Hans Ralfs und Ernst Barlach
- 2003/2004: Husum, Tønder, Lübeck, Nordkunst. Schleswig-Holstein im 20. Jahrhundert (Gruppenausstellung)
- 2005: Hans-Ralfs-Haus für Kunst und Kultur, Neustadt/Holst.: Hans Ralfs - zum 60sten Todestag des Künstlers (Arbeiten aus Privatbesitz)
- 2010: Hans-Ralfs-Haus für Kunst und Kultur, Neustadt/Holst.: Hans Ralfs - Zyklen und Landschaften (Leihgaben aus dem NordseeMuseum Husum und Schloss Gottorf Schleswig)
- 2015: Nordsee-Museum Husum, Hans Ralfs (1883-1945). Gedenkausstellung anlässlich des 70. Todestages des Malers (Einzelausstellung)
- 2019: Stadtgalerie Kiel (Heinrich-Ehmsen-Stiftung), Kieler Künstler und Künstlerinnen in der Weimarer Republik und im Nationalsozialismus (Gruppenausstellung)
- 2019: Hans-Ralfs-Haus für Kunst und Kultur, Neustadt/Holst.,Neustadt aus allen Blickwinkeln. Gestern - heute - morgen (Gruppenausstellung)
- 2020/2021: Nordfriesland-Museum-Nissenhaus, Husum, In die Stille. Hans Ralfs. Malerei und Graphik. (Einzelausstellung)
- 2021/2022: Richard Haizmann Museum, Niebüll, In die Stille. Hans Ralfs. Malerei und Graphik. (Einzelausstellung)